# Eagles (rugby à XV)
Pour les articles homonymes, voir Eagles (homonymie).
Ne doit pas être confondu avec Équipe des États-Unis de rugby à XV.
Maillots
Les Eagles ou South Western Districts Eagles sont une équipe sud-africaine de rugby à XV qui participe chaque année à la Currie Cup. Le terme Arende parfois employé, signifie aigle en afrikaans. Elle joue avec un maillot vert et évolue au Outeniqua Park de George dans la province du Cap-Occidental. Elle représente la fédération régionale des South Western Districts (SWD), fondée en 1899. Le nom de l'équipe a été changé à la fin des années 1990. Elle évolue la plupart du temps au deuxième niveau de la Currie Cup.

## Histoire
La South Western Districts Rugby Football Union est créée en 1899.
La province remporte trois titres de Currie Cup First Div, en 2002, 2007 et 2018.

## Palmarès
- Vainqueur de la Currie Cup First Div en 2002, 2007 et 2018.
- Finaliste de la Currie Cup First Div en 2009, 2010, 2015.

## Joueurs célèbres
Internationaux que le club a fournis
- Johan Heunis (en)
- Johann Muller
- Anton Leonard
- Zane Kirchner
- Bevin Fortuin
- Kabamba Floors
- Meyer Bosman
- Pedrie Wannenburg
- Marco Wentzel
- Theo van Rensburg
- Botha Rossouw (en)
- Braam Van Straaten

## Entraîneurs célèbres
- Heyneke Meyer (1998-1999)
- Paul Treu (en)
- Frans Ludecke
- Phil Pretorius